# よしもと写真部
よしもと写真部（よしもとしゃしんぶ）とは、カメラ好きのよしもと芸人たちで結成された写真部。
ルミネtheよしもとで不定期にライブが開催されている。

## メンバー
『部長』 COWCOW 山田與志

『長老』 石田靖

『顧問』 河村正和 … 吉本興業専属のプロフリーカメラマンで、よしもと オリジナルフォトカード「カワムラくん」のカメラマンでもある。

『部員』
- ハリガネロック ユウキロック
- レイザーラモン RG
- POISON GIRL BAND 阿部智則
- 品川庄司 庄司智春
- カナリア ボン溝黒
- オリエンタルラジオ 藤森慎吾
- タカダ・コーポレーション 大貫さん
- エド・はるみ
- 武内由紀子
- チーモンチョーチュウ 菊地浩輔 、白井鉄也
- GO!皆川

## 内容
COWCOW よしを中心に、カメラ好きのよしもと芸人たちで結成された写真部。
芸人達で構成されている写真部だが、河村だけはプロカメラマンである。
2009年7月に決起集会ライブを行って以来、不定期でのライブ開催やブログ開設など、写真の魅力や部員の作品などを紹介してきた。
『Nikon HP』にてインタビューを受ける。「talk! talk! talk! お笑い芸人・山田よしさん」
カメラ専門誌 「カメラ日和」などでも紹介されている。
- 28号 ： しまおまほのアルバム拝見！ ― 山田よしインタビュー
- 30号 ： よしもと写真部参上！／in カメラ日和フォトスタジオ ― よしもと写真部インタビュー

また最近は、よし部長が、アートの才能を持つ芸人のために発表の場を用意したい」という気持ちから作られたギャラリー「HIBOU HIBOU」を、2011年10月3日にオープンした。入場料無料で主に芸人のアート発表できるスペースとして作品を展示している。